# Greve da FFLCH
A Greve da FFLCH foi uma greve estudantil ocorrida na Faculdade de Filosofia, Letras e Ciências Humanas da Universidade de São Paulo (FFLCH-USP) em 2002.
Ocorrida entre 29 de abril de 2002 e meados de agosto do mesmo ano (108 dias), foi considerada a maior greve do movimento estudantil ocorrida nos últimos 30 anos até a Ocupação da reitoria da USP em 2007.
Esta greve foi iniciada pelos estudantes da FFLCH para lutar pela contratação de mais 259 professores, já que as salas de aula viviam superlotadas com alunos assistindo aulas no corredor, alguns sentados no chão ou no tablado. Situação mais crítica era vista nos cursos de Letras e História, já que foram matriculados 200 alunos numa mesma turma de Latim.
No início a greve não possuía apoio de professores nem dos funcionários. Aos poucos o Sintusp se convenceu da seriedade do movimento e aderiu. Mais tarde a maioria dos professores aderiram também, pois superlotação prejudicava a qualidade dos cursos.
A contratação de professores era necessária, já que muitos professores estavam se aposentando e as contratações que não vinham sendo feitas na mesma proporção.
Diversas assembleias foram realizadas, passeatas e aulas públicas dadas pelos professores da faculdade, como: Nicolau Sevcenko, Chico de Oliveira, Luiz Tatit, Antônio Candido e Marilena Chauí.
Formaram-se grupos de trabalho, um deles o histórico da greve. Foram recolhidos diversos panfletos (cadeiras triliche, para resolver o problema da superlotação, três alunos poderiam ocupar o mesmo espaço). Outro jurídico, que entraria com mandado de segurança no ministério público para obrigar a contratação de novos professores, para democratização da universidade com a eleição dos reitores, como já é feito nas universidades federais.
Sobre esta greve, foi publicado um livro organizado pela Maria Ligia Prado, professora do Depto. de História da USP: PRADO, Maria Ligia (org). "Notícias de uma Universidade: a greve estudantil da FFLCH/USP-2002". São Paulo: Humanitas, 2003.